# کات‌ویک
شهر کات‌ویک (به هلندی: Katwijk) در هلند جنوبی در کشور هلند واقع شده‌است. جمعیت این شهر ۶۱٫۰۵۱ نفر است.

## نگارخانه

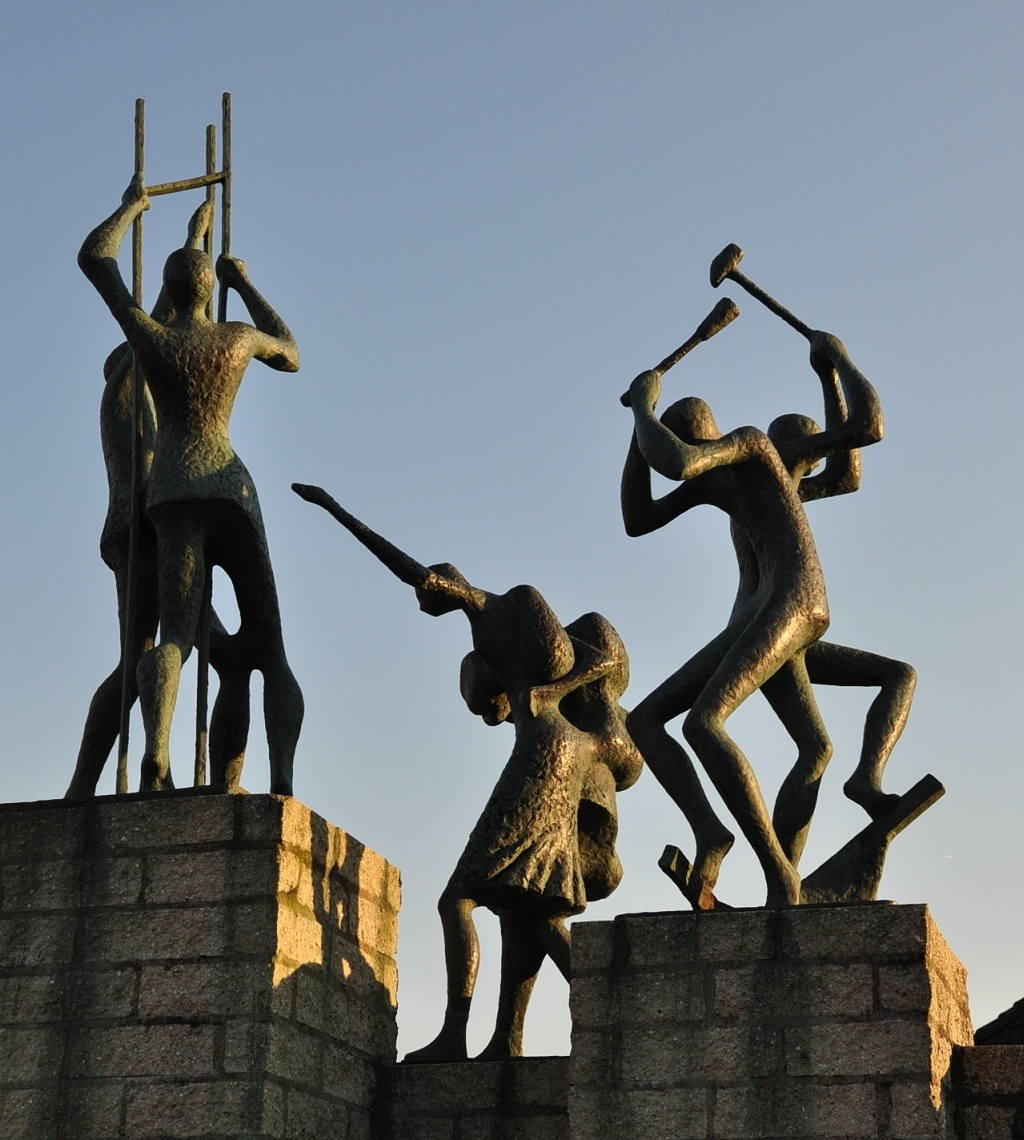
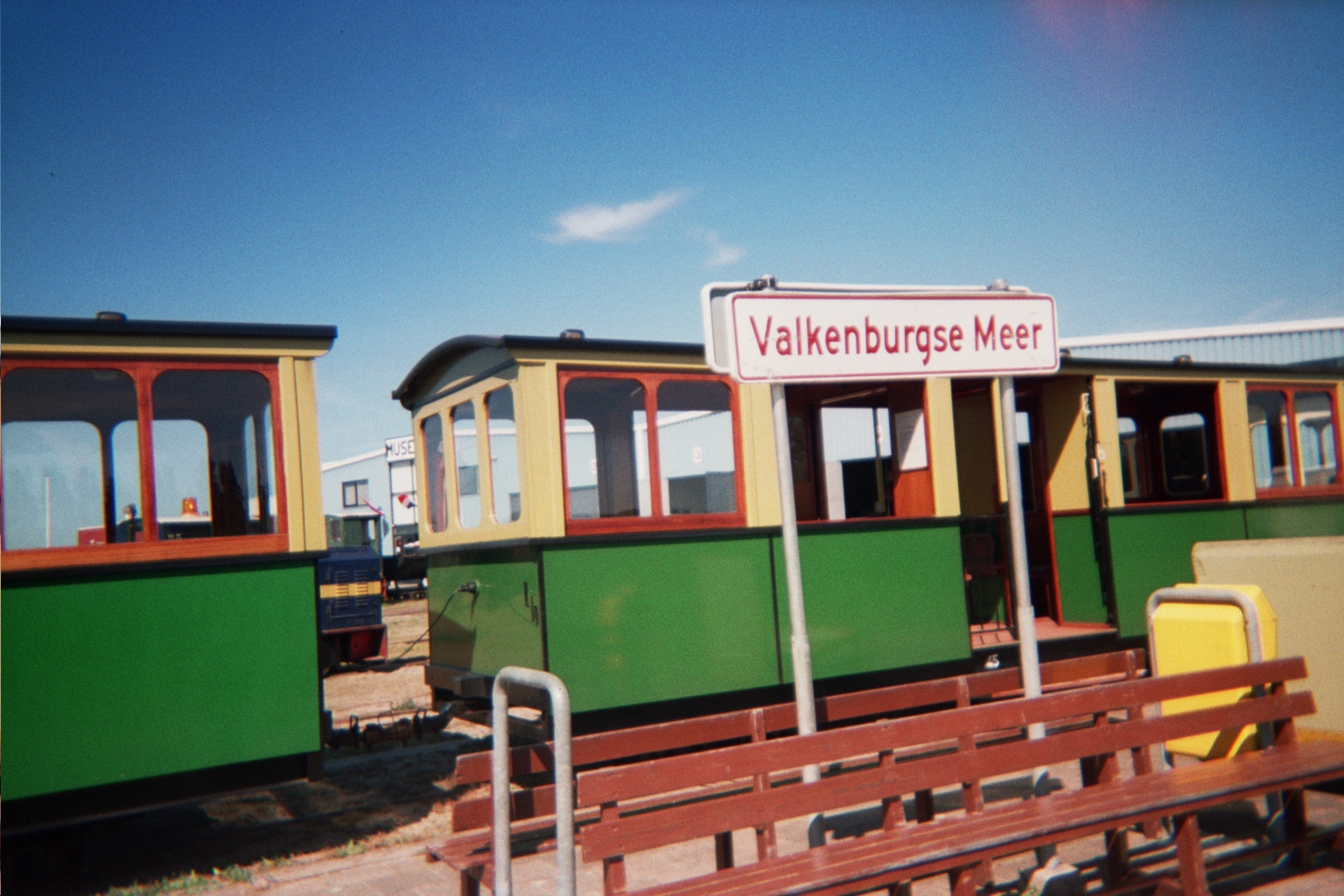
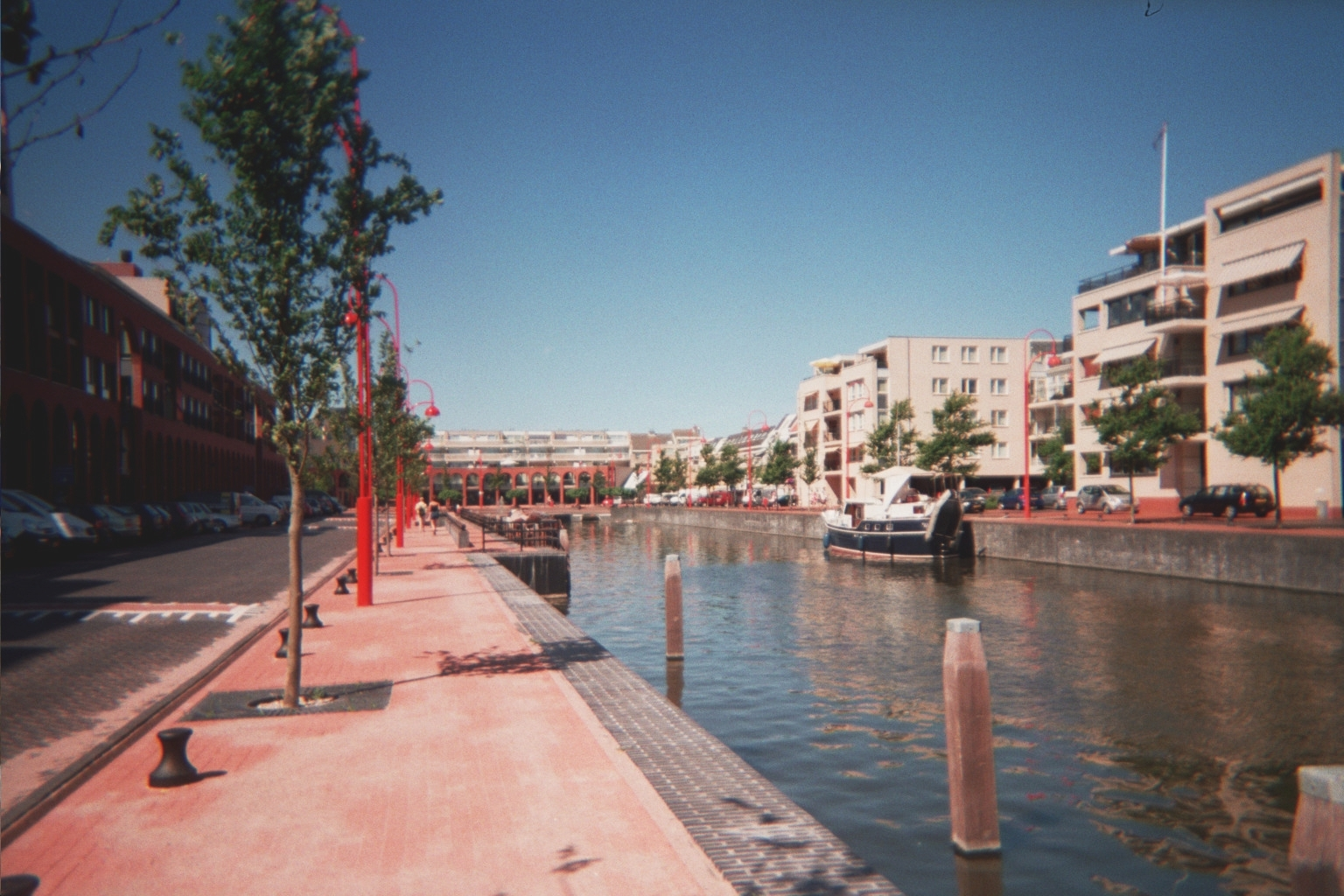
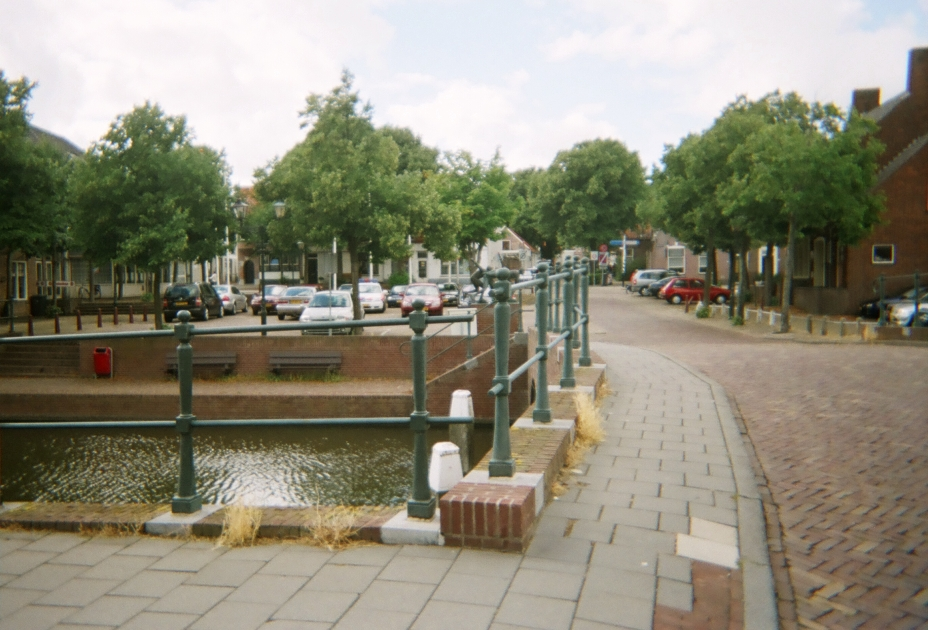